# Imperia (motocyclette)
Pour les articles homonymes, voir Imperia.
Imperia Fahrzeugwerk mbH était une marque allemande de motos et d'automobiles (uniquement en 1934) basée à Bad Godesberg entre 1925 et 1935 et dont le fondateur était l'ingénieur Rolf Schrödter.
L'usine construisait des motos depuis le début des années 1920. Lors du Salon automobile de Berlin de 1935, le constructeur présenta une voiture de sport. Le coupé deux places simplifié était propulsé par un moteur en étoile à deux temps de trois cylindres avec 750 cm3 de déplacement, installé à l'arrière du véhicule. 
Pour des raisons économiques, il n'y eut cependant pas de production de masse. Quelques mois après la présentation de la voiture, la société Firma faisait faillite.

## Sources
- Werner Oswald: Deutsche Autos 1920–1945, 10. Auflage, Motorbuch Verlag Stuttgart (1996)  (ISBN 3-87943-519-7) (page 447)